# Sergei Andrejewitsch Strelkow
Sergei Andrejewitsch Strelkow (russisch Сергей Андреевич Стрелков, englische Transkription: Sergey Strelkov; * 4. Januar 1991) ist ein ehemaliger russischer Tennisspieler.

## Karriere
Sergei Strelkow spielte hauptsächlich auf der ATP Challenger Tour und der ITF Future Tour. Er feierte in seiner Karriere einen Doppelsieg auf der Future Tour.
Seinen einzigen Auftritt auf der ATP World Tour hatte er zusammen mit Dmitri Marfinski im Doppel bei den St. Petersburg Open im September 2013. Sie verloren ihre Erstrundenpartie gegen Samuel Groth und Chris Guccione mit 3:6 und 2:6.
Sein letztes Turnier spielte er im März 2014 beim Challenger in Kasan. Seit Anfang 2015 wird er nicht mehr in der Weltrangliste geführt.